# Sztuka kochania (poradnik)
Sztuka kochania – książka popularnonaukowa autorstwa Michaliny Wisłockiej, która ukazała się po raz pierwszy w 1978 roku.
Książka osiągnęła duży sukces wydawniczy. W Polsce sprzedano około 7 milionów egzemplarzy, nie licząc druków pirackich.
Autorka opisuje w niej metody antykoncepcji, listę pozycji oraz zabaw seksualnych, teksty historyczne o mowie miłosnej oraz metody zaspokajania potrzeby seksualnej u ludzi samotnych, mówi też o miłości i potrzebie zrozumienia innego człowieka.
Czterdzieści lat po premierze, w 2016 roku, ukazało się wznowienie książki ze wstępem prof. Zbigniewa Izdebskiego i nowym rozdziałem dotyczącym antykoncepcji. Nowe wydanie ukazało się tuż przed premierą filmowej biografii Michaliny Wisłockiej – Sztuka kochania. Historia Michaliny Wisłockiej w reżyserii Marii Sadowskiej, z Magdaleną Boczarską w roli lekarki.